# آگوستینوسخا
آگوستینوسخا (به هلندی: Augustinusga) یک منطقهٔ مسکونی در هلند است که در آخت‌کارسپیلن واقع شده‌است. آخوشتینشخا ۱٬۲۳۳ نفر جمعیت دارد.